# أحمد تحسين شنن
اللواء أحمد تحسين شنن (14 يوليو 1930 - 30 يوليو 2003) عسكري مصري, من مواليد 14 يوليو 1930 بحلوان.

## حياته ونشأته
- ولد أحمد تحسين شنن في 14 يوليو 1930 بمدينة حلوان بالقاهرة تخرج في الكلية الحربية عام 1952، عين ضابطا في سلاح المدرعات.[3][4][5]
- شارك شنن في كل حروب مصر المعاصرة مع العدو الإسرائيلي منذ العدوان الثلاثي على مصر في 1965 حتى نصر أكتوبر المجيدة عام 1973.

## حياته العسكرية
- تخرج من الكلية الحربية عام 1952
- قائد اللواء 15 المدرع المستقل أثناء حرب أكتوبر 1973
- رئيسا لأركان الجيش الثالث الميداني عام 1981
- رئيسا لهيئة تدريب القوات المسلحة عام 1984
- محافظ لمحافظة السويس عن الفترة من 1986 وحتى 1990

## أوسمة
- حصل على نوط التدريب من الطبقة الأولى 1971.
- نوط الواجب العسكري من الطبقة الأولى 1974.
- ميدالية جرحى الحرب 1974.
- ميدالية الخدمة الطويلة والقدوة الحسنة 1974.
- نوط التدريب من الطبقة الأولى 1980 .
- نوط الخدمة الممتازة 1983.
- وسام الجمهورية من الطبقة الثانية 1986.[5]

## أنظر أيضا
- قائمة قادة حرب أكتوبر المصريين.